# Koreansk skogsklematis
Koreansk skogsklematis (Clematis apiifolia) är en art i familjen ranunkelväxter som förekommer naturligt i södra och östra Kina, Korea och Japan. Arten odlas ibland som trädgårdsväxt i Sverige.